# David Ellefson
David Warren Ellefson (Jackson, Minnesota, 12 de noviembre de 1964) es un músico estadounidense, conocido por ser bajista y cofundador de la banda de thrash metal Megadeth, la cual integró desde 1983 hasta 2002, y nuevamente desde 2010 hasta 2021. Después su salida de Megadeth, Ellefson formó una nueva banda llamada The Lucid.

## Megadeth
Además del vocalista y principal letrista Dave Mustaine, Ellefson era el único miembro oficial de Megadeth desde el momento de su creación en 1983 hasta la disolución del grupo en 2002. Mustaine resucitó a Megadeth en 2004, pero por un desacuerdo grave sobre las regalías y los derechos a nombre de Megadeth y otros problemas, Ellefson presentó una demanda en contra de Mustaine. Aunque anteriormente Mustaine y Ellefson eran muy buenos amigos, desde la demanda creció una enemistad muy fuerte entre ellos, a tal punto de que en la biografía de Ellefson en su web oficial no se mencionaba sus años en Megadeth.
En un pódcast a mediados de 2005, Ellefson no mencionó su pasado con Megadeth, y se concentró exclusivamente en la discusión de sus proyectos actuales. En Blabbermouth.net, Mustaine afirmó haber tenido una cena con Ellefson en la Navidad de 2005, donde hablaron sobre el tema. Mustaine dijo que esto los mantuvo en buenos términos, y afirmó que hablaron numerosas veces por teléfono después.
El 8 de febrero de 2010, Ellefson recibió un mensaje de texto de Shawn Drover, exbaterista de Megadeth. David Ellefson llamó a Dave Mustaine y después de una charla, se confirmó en la página oficial de Megadeth que David Ellefson volvía al grupo.
En mayo de 2021, mensajes y videos sexualmente explícitos de Ellefson circularon en Twitter. Los videos, grabados por una fan con la que Ellefson mantenía contacto, inicialmente llevando a acusaciones de engaño pederasta. Sin embargo, Ellefson y la otra parte involucrada negaron las acusaciones y dijeron que se trataba de un comportamiento consensuado entre adultos. El 24 de mayo, Dave Mustaine publicó una declaración en la cual anunciaba la partida de Ellefson de la banda.
Actualmente, Ellefson forma parte de la agrupación musical "Kings Of Thrash" junto a los otros Ex-Megadeth, Jeff Young y Cris Poland
Ellefson ha coescrito algunos de los éxitos de Megadeth, como «In My Darkest Hour», «Hook in Mouth», «Tornado of Souls», «Foreclosure of a Dream», «High Speed Dirt», «Reckoning Day» y compuso el riff principal de «Dawn Patrol».

## Técnica y equipo
Ellefson usó bajos B.C. Rich Mockingbird para Killing is my Business y Peace Sells, donde también uso bajos iron bird como muestran claramente en el video "Wake Up Dead". Luego comenzó a usar bajos Jackson con circuitos activos y pastillas EMG. Actualmente, su arsenal de bajos está compuesto por un par de bajos American Deluxe P-Bass de cuatro y cinco cuerdas respectivamente, un bajo acústico Epiphone El Capitán de cinco cuerdas, un bajo acústico Ovation de cuatro cuerdas, un Hamer Chaparral de 12 cuerdas, bajos Peavey y Modulus de cinco cuerdas, bajos Jackson Signature de cuatro y cinco cuerdas y un B.C. Rich Mockingbird color rojo transparente. En su vuelta a Megadeth, Ellefson empezó a usar de nuevo bajos Jackson como lo hizo en gran parte de su carrera con la banda.
David ha utilizado amplificadores Hartke, Ampeg y Peavey durante su carrera. Actualmente utiliza un cabezal Hartke LH1000 con dos bafles HyDrive 810.
Su configuración incluye efectos DigiTech Génesis 3 y los pedales BP-2000, afinadores Korg y Peterson y sistemas inalámbricos Peavey Pro Com U1002. Ellefson utiliza cuerdas SIT Signature, púas Dunlop Tortex Medium y cables Planet Waves.

## Discografía
Con Megadeth
- Killing Is My Business... And Business Is Good! (1985)
- Peace Sells... But Who's Buying? (1986)
- So Far, So Good... So What! (1988)
- Rust in Peace (1990)
- Countdown to Extinction (1992)
- Youthanasia (1994)
- Cryptic Writings (1997)
- Risk (1999)
- The World Needs a Hero (2001)
- Thirteen (2011)
- Super Collider (2013)
- Dystopia (2016)

Con The Lucid
- The Lucid (2021)